# أولاد مقران
أولاد مقران أو المقرانيون أسرة حكمت مناطق واسعة ضمن بايلك الشرق التابع لأيالة الجزائر خلال العهد العثماني. كان لها دور بارز خلال الحروب الجزائرية الاسبانية وايضا خلال العهد العثماني والحقبة الاستعمارية.

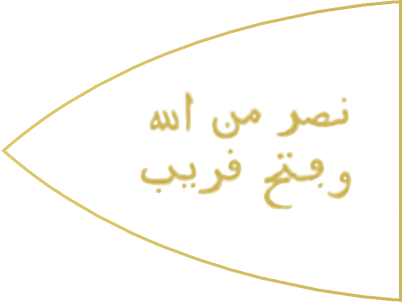
راية إمارة أولاد مقران

## أصل الأسرة
تنحدر أسرة أولاد مقران، التي ارتبط اسمها بثورة الباشاغا محمد المقراني في عام 1871 ضد الاستعمار الفرنسي، من الشيخ عبد الرحمن الذي قدم من المغرب الأقصى حوالي عام 1490 م وفقًا لما يذكره المؤرخ الفرنسي فيرو. استقر الشيخ في قرية بني عباس بأعالي جبال بيبان الحديد، حيث أسس إمارة محلية واتخذ من القرية عاصمة لحكمه. بعد وفاته، خلفه ابنه أحمد الذي وسع حدود الإمارة ولقب نفسه بالسلطان. تبعه ابنه السلطان عبد العزيز، الذي شهدت الإمارة في عهده أوج قوتها وازدهارها. عاصر عبد العزيز وصول الأتراك إلى الجزائر في مطلع القرن السادس عشر، وذكر الورثلاني في رحلته أنه عندما مر بمجانة، كان يحكمها سلطان يدعى محمد بن أحمد بن القندوز المقراني العباسي، حفيد الشريف سيدي أحمد بن عبد الرحمن، الذي كان مرابطاً في القرن التاسع الهجري (السادس عشر الميلادي). ابنه أحمد، شيد قلعة بني عباس وأسس المملكة خلال القرن العاشر الهجري (السادس عشر الميلادي)، حيث نظم الجيش وفرض الضرائب ووسع المملكة حتى حدود تونس ووادي ريغ، وجنوباً حتى ميزاب والأغواط. استمرت هذه المملكة ثمانين عاماً حتى زوالها بمقتل السلطان سيدي ناصر على يد بني عباس، حسب اعتراف أحد علماء القلعة 
.

## ميزان القوى مع أيالة الجزائر
تميزت علاقة سلاطين إمارة بني عباس بالحكام الأتراك أحياناً بالود والتحالف والتعاون وفق مبدأ المصالح المتبادلة، حيث استعان الأتراك بسلاطين الإمارة في حكم المنطقة الواقعة غرب بايلك الشرق الجزائري مقابل امتيازات تُمنح لهم. في أحيان أخرى، تميزت العلاقة بالتوتر والصراع والحروب، كلما حاول الحكام الأتراك تقليص نفوذ وسلطة المقرانيين في تلك المنطقة أو المساس بسيادتهم على المناطق الخاضعة لنفوذهم. تمتعت الأسرة بنفوذ وسلطة كبيرين سواء في عهد الإمارة في قلعة بني عباس أو في عهد المشيخة بمنطقة مجانة. حمل المقرانيون هذا اللقب نسبة إلى جدهم أمقران ابن أحمد بن عبد الرحمن، حيث تعني كلمة أمقران بالبربرية "الكبير" أو "الزعيم"، أي كبير القبيلة أو القوم. لعبت أسرة أولاد مقران دوراً سياسياً وعسكرياً واقتصادياً بارزاً في إيالة الجزائر خلال العهد العثماني، حيث كانت من الأسر المحلية الكبيرة التي اعتمد عليها الحكام العثمانيون في حكم الإيالة الجزائرية طوال فترة وجودهم التي تجاوزت الثلاثمائة وعشر سنوات.

## زعامات أولاد مقران
| الاسم                               | لقب بـ  | المنصب       | فترة الحكم   | ميلاد - وفاة | إنجازات                                |
| ----------------------------------- | ------- | ------------ | ------------ | ------------ | -------------------------------------- |
| عبد الرحمن                          | الشريف  | أمير         | /            | مجهول - 1500 | مؤسس السلالة                           |
| أحمد بن عبد الرحمن                  | /       | سلطان        | /            | مجهول - 1510 | مؤسس السلطنة                           |
| عبد العزيز                          | /       | سلطان        | /            | مجهول - 1559 | أقصى اتساع للسلطنة                     |
| أحمد بن عبد العزيز                  | الكبير  | سلطان        | /            | مجهول - 1596 | توسيع امتيازات السلطنة                 |
| سيدي الناصر المقراني                | /       | سلطان        | /            | مجهول - 1600 | /                                      |
| بتقة المقراني                       | الشيخ   | شيخ مجانة    | /            | مجهول - 1680 | الدفاع عن الجزائر العاصمة 1541         |
| بوزيد (الأول) المقراني              | الشيخ   | شيخ مجانة    | /            | مجهول - 1731 | /                                      |
| بوزيد (الثاني) المقراني             | الحاج   | شيخ مجانة    | /            | مجهول - 1783 | زعيم صف أولاد الحاج                    |
| محمد القندوز المقراني               | الصغير  | /            | /            | مجهول        | عميد صف أولاد بلقندوز                  |
| بن عبد الله بن الحاج بوزيد المقراني | العايب  | شيخ مجانة    | مجهول - 1830 | مجهول - 1830 | آخر شيخ لمجانة                         |
| عبد السلام المقراني                 | /       | شيخ مجانة    | /            | مجهول - 1847 | عميد صف أولاد عبد السلام               |
| أحمد بن الحاج المقراني              | /       | خليفة مجانة  | 1838 - 1853  | مجهول - 1853 | معركة اسطاوالي، حصار قسنطينة 1837/1836 |
| محمد بن أحمد بن الحاج المقراني      | الشيخ   | باشاغا مجانة | 1853 - 1871  | 1815 - 1871  | ثورة 1871                              |
| محمد عبد السلام المقراني            | /       | قائد تاغروت  | 1855 - 1871  | /            | خليفة الأمير على مجانة، ثورة 1871      |
| أحمد بومزراق المقراني               | بومزراق | باشاغا ونوغة | 1861 - 1871  | 1836 - 1905  | ثورة 1871                              |

## قبيل الهجمة الفرنسية 1830
قبل الاحتلال الفرنسي للجزائر عام 1830 م، كانت أسرة أولاد مقران تعاني من الضعف والانقسام نتيجة الحروب التي نشبت بين زعمائها منذ زمن بعيد، مما أدى إلى انقسام الأسرة إلى عدة فروع أو صفوف متناحرة. كان كل صف يرى نفسه الأحق والأجدر بحكم مشيخة مجانة، وكان الحكام الأتراك يعملون على تغذية ذلك الصراع للسيطرة على الأسرة. على الرغم من هذا الضعف، ظلت الأسرة محتفظة بشهرتها ومكانتها ونفوذها بين سكان المنطقة في بداية الاحتلال الفرنسي.